# イタリア銀行
イタリア銀行（イタリアぎんこう、Banca d'Italia）はイタリアの中央銀行。欧州中央銀行制度を構成する銀行のひとつ。現在の総裁はファビオ・パネッタ。

## 役割
欧州中央銀行が発足した現在、国内銀行・金融業の監督がイタリア銀行のおもな役割となっており、政府の定める法規を通じて安定的かつ効率的制度の確保、それら法令規則の指導を行うことが主な業務である。その他の業務として市場の監視、決済業務の支払準備制度監督、国庫金の出納、経済状況の分析、規則制度上の諮問などがある。なお、2006年時点でイタリア銀行の金保有量は2451.8トン。

## 沿革
1893年、イタリア国内主要4銀行の統合によって設立された。監督職は1928年まで総支配人という役職だったが、現在は総裁。総裁は共和国大統領の任命する内部機関によって選出され、その任期は7年と定められている。
総支配人（1893年 - 1928年）
- ジャコモ・グリッロ（1893年 - 1894年）
- ジュゼッペ・マルキオリ（1894年 - 1900年）
- ボナルド・ストリンゲル（1900年 - 1928年）

総裁（1928年 - 現在）
- ボナルド・ストリンゲル（1928年 - 1930年）
- ヴィンチェンツォ・アッツォリーニ（1931年 - 1944年）
- ルイージ・エイナウディ（1945年 - 1948年）
- ドナート・メニケッラ（1948年 - 1960年）
- グイド・カルリ（1960年 - 1975年）
- パオロ・バッフィ（1975年 - 1979年）
- カルロ・アツェリオ・チャンピ（1979年 - 1993年）
- アントニオ・ファッツィオ（1993年 - 2005年）
- マリオ・ドラギ（2006年 - 2011年）
- イニャーツィオ・ヴィスコ（2011年 - 2023年）
- ファビオ・パネッタ（2023年 - ）

## 組織
イタリア銀行の管理体制は取締役会（総裁、局長、3名の副局長）と年次株主総会によって構成されている。年次総会は監査役の任命、財務諸表の承認
が目的であり、取締役会は総裁が管理権を持つとともに、議長も総裁（総裁不在の場合は局長）がつとめる。ただし2005年の法改正によって、議長が独占的に持っていた決議権は多数決制に移行し、銀行や金融機関といった外部参与も採り入れている。
取締役の任期は6年で、人選をそのつど入れ替える。総裁の任命は取締役会の助言をもとに共和国大統領の承認をもって政府が命じ（正式には大統領令）、取締役会は銀行法に基づいた株主らが選出する。